# 豊泉清浩
豊泉 清浩（とよいずみ せいこう、1957年3月 - ）は、日本の教育学者。現在文教大学教育学部教授。専門は、教育内容学・方法学、教育学、教育哲学。

## 来歴・人物
- 1957年3月　東京都昭島市で出生。幼少時代のあだ名は名前にちなんで「セーコー」。
- 1979年3月　中央大学文学部哲学科教育学専攻卒業
- 1988年3月　青山学院大学大学院文学研究科教育学単位取得満期退学
- 1988年 - 2003年　中央大学文学部兼任講師
- 1988年 - 1995年　東京薬科大学兼任講師
- 1989年      　　　　　和泉短期大学非常勤講師
- 1991年 - 1995年　青山学院大学非常勤講師
- 1994年 - 1995年　明治学院大学非常勤講師
- 1995年 - 1998年　浦和短期大学児童福祉科講師
- 1998年 - 2003年　浦和短期大学児童福祉科助教授
- 2003年 - 2004年　浦和短期大学大学部助教授
- 2004年 - 2006年　浦和短期大学大学部教授
- 2007年 - 2014年　群馬大学教育学部学校教育講座教育専攻教授
- 2015年- 　　　　　文教大学教育学部教授

現在に至る。2000年に青山学院大学より博士（教育学）の学位を授与。好物は豚の角煮とみかん。嫌いなものはゴキブリ。

## 専門分野
教育哲学・教育学
- ヤスパース 教育哲学の研究
- フレーベル 教育学の研究
- 森田療法の教育学的研究

## 著書・論文

### 著書
- 『いま教育を考えるための8章-現代教育の基礎理論(共著)』 （川島書店、1991年）
- 『ペスタロッチ・フレーベル事典（共著）』 （玉川大学出版部、1996年）
- 『いま教育を考えるための８章―現代教育の基礎理論〔改訂版〕』 （川島書店、1999年）
- 『教育思想事典（共著）』 （勁草書房、2000年）
- 『ヤスパース教育哲学序説―ボルノーからヤスパースへ：自己生成論の可能性』 （川島書店、2001年）

### 論文
- 『フレベールにおける学校教育学の構想に関する一考察』　浦和論叢（浦和大学短期大学部） （大学・研究所等紀要、2003年）
- 『フレーベル教育学における「ブルクドルフ・プラン」に関する一考察』　浦和論叢（浦和大学短期大学部） （大学・研究所等紀要、2003年）
- 『森田療法におけるヒポコンドリー性基調と精神交互作用について』　浦和論叢（浦和大学短期大学部） （大学・研究所等紀要、2004年）
- 『フレーベル教育学における基本構想の展開に関する一考察－父性から母性へ』　浦和論叢（浦和大学短期大学部） （2004年）
- 『フレーベル教育学における媒介学校論に関する一考察―幼稚園と学校との連携をめぐって』浦和論叢（浦和大学短期大学部） （大学・研究所等紀要 、2005年）

他多数

## 所属学会
- 日本教育学会
- 教育哲学会
- 日本ペスタロッチー・フレーベル学会
- 教育史学会
- 関東教育学会
- 教育思想史学会
- 日本森田療法学会
- 日本仏教教育学会
- 大学教育学会
- 日本ヤスパース協会